# R. W. Lindholm Service Station
La R. W. Lindholm Service Station (en français « station-service R. W. Lindholm »), située à Cloquet, dans le Minnesota, aux États-Unis, a été construite à partir d'un plan de l'architecte américain Frank Lloyd Wright, comme élément de son projet de ville Broadacre City, une vision utopique du paysage urbain. C'est la seule station-service dessinée par Wright.

## Sources
- (en) Cet article est partiellement ou en totalité issu de l’article de Wikipédia en anglais intitulé « R. W. Lindholm Service Station » (voir la liste des auteurs).